# 瑙卡尔潘
瑙卡尔潘是墨西哥的一座城市，位于墨西哥州，是该州最工业化的城市之一。
- 加拿大卡尔加里
- 美国德梅因